# Procureur général des États-Unis
Pour les articles homonymes, voir Procureur général.
Pour les autres articles nationaux ou selon les autres juridictions, voir Ministre de la Justice.
Le procureur général des États-Unis (en anglais : United States Attorney General) est membre du cabinet du président des États-Unis. Il dirige le département de la Justice (DoJ) et est chargé du ministère public près les juridictions fédérales, assiste et plaide pour l'État dans les actions administratives, responsable de l'application des lois d'immigration et administre les prisons.
Le procureur général est nommé par le président des États-Unis après ratification par le Sénat. Il est secondé par un procureur général adjoint (en anglais : Deputy Attorney General), puis par un procureur général associé (en anglais : Associate Attorney General).
Le procureur général est le septième dans l'ordre de succession présidentielle des États-Unis.

## Liste des procureurs généraux depuis 1789
| Rang | Portrait                  | Nom                        | Mandat            | Mandat            | Président                           |
| Rang | Portrait                  | Nom                        | Début             | Fin               | Président                           |
| ---- | ------------------------- | -------------------------- | ----------------- | ----------------- | ----------------------------------- |
| 1    | Edmund Randolph           | Edmund Randolph            | 26 septembre 1789 | 26 janvier 1794   | George Washington                   |
| 2    | William Bradford          | William Bradford           | 27 janvier 1794   | 23 août 1795      | George Washington                   |
| 3    | Charles Lee               | Charles Lee                | 10 décembre 1795  | 19 février 1801   | George Washington                   |
| 3    | Charles Lee               | Charles Lee                | 10 décembre 1795  | 19 février 1801   | John Adams                          |
| 4    | Levi Lincoln              | Levi Lincoln               | 5 mars 1801       | 3 mars 1805       | Thomas Jefferson                    |
| 5    | John Breckinridge         | John Breckinridge          | 7 août 1805       | 14 décembre 1806  | Thomas Jefferson                    |
| 6    | Caesar A. Rodney          | Caesar A. Rodney           | 20 janvier 1807   | 5 décembre 1811   | Thomas Jefferson                    |
| 6    | Caesar A. Rodney          | Caesar A. Rodney           | 20 janvier 1807   | 5 décembre 1811   | James Madison                       |
| 7    | William Pinkney           | William Pinkney            | 11 décembre 1811  | 9 février 1814    |                                     |
| 8    | RichardRush               | Richard Rush               | 10 février 1814   | 12 novembre 1817  |                                     |
| 8    | RichardRush               | Richard Rush               | 10 février 1814   | 12 novembre 1817  | James Monroe                        |
| 9    | William Wirt              | William Wirt               | 13 novembre 1817  | 4 mars 1829       |                                     |
| 9    | William Wirt              | William Wirt               | 13 novembre 1817  | 4 mars 1829       | John Quincy Adams                   |
| 10   | John M. Berrien           | John M. Berrien            | 9 mars 1829       | 22 juin 1831      | Andrew Jackson                      |
| 11   | Roger Brooke Taney        | Roger Brooke Taney         | 20 juillet 1831   | 14 novembre 1833  | Andrew Jackson                      |
| 12   | Benjamin Franklin Butler  | Benjamin Franklin Butler   | 15 novembre 1833  | 4 juillet 1838    | Andrew Jackson                      |
| 12   | Benjamin Franklin Butler  | Benjamin Franklin Butler   | 15 novembre 1833  | 4 juillet 1838    | Martin Van Buren                    |
| 13   | Felix Grundy              | Felix Grundy               | 5 juillet 1838    | 1er décembre 1839 |                                     |
| 14   | Henry D. Gilpin           | Henry D. Gilpin            | 11 janvier 1840   | 4 mars 1841       |                                     |
| 15   | John J. Crittenden        | John J. Crittenden         | 5 mars 1841       | 12 septembre 1841 | William Henry Harrison              |
| 15   | John J. Crittenden        | John J. Crittenden         | 5 mars 1841       | 12 septembre 1841 | John Tyler                          |
| 16   | Hugh S. Legaré            | Hugh S. Legaré             | 13 septembre 1841 | 20 juin 1843      |                                     |
| 17   | John Nelson               | John Nelson                | 1er juillet 1843  | 4 mars 1845       |                                     |
| 18   | John Y. Mason             | John Y. Mason              | 5 mars 1845       | 16 octobre 1846   | James K. Polk                       |
| 19   | Nathan Clifford           | Nathan Clifford            | 17 octobre 1846   | 17 mars 1848      | James K. Polk                       |
| 20   | Isaac Toucey              | Isaac Toucey               | 21 juin 1848      | 4 mars 1849       | James K. Polk                       |
| 21   | Reverdy Johnson           | Reverdy Johnson            | 8 mars 1849       | 21 juillet 1850   | Zachary Taylor                      |
| 21   | Reverdy Johnson           | Reverdy Johnson            | 8 mars 1849       | 21 juillet 1850   | Millard Fillmore                    |
| 22   | John J. Crittenden        | John J. Crittenden         | 22 juillet 1850   | 4 mars 1853       |                                     |
| 23   | Caleb Cushing             | Caleb Cushing              | 7 mars 1853       | 4 mars 1857       | Franklin Pierce                     |
| 24   | Jeremiah S. Black         | Jeremiah S. Black          | 6 mars 1857       | 16 décembre 1860  | James Buchanan                      |
| 25   | Edwin M. Stanton          | Edwin M. Stanton           | 20 décembre 1860  | 4 mars 1861       | James Buchanan                      |
| 26   | Edward Bates              | Edward Bates               | 5 mars 1861       | 24 novembre 1864  | Abraham Lincoln                     |
| 27   | James Speed               | James Speed                | 2 décembre 1864   | 22 juin 1866      | Abraham Lincoln                     |
| 27   | James Speed               | James Speed                | 2 décembre 1864   | 22 juin 1866      | Andrew Johnson                      |
| 28   | Henry Stanbery            | Henry Stanbery             | 23 juillet 1866   | 16 juillet 1868   |                                     |
| 29   | William M. Evarts         | William M. Evarts          | 17 juillet 1868   | 4 mars 1869       |                                     |
| 30   | Ebenezer R. Hoar          | Ebenezer R. Hoar           | 5 mars 1869       | 22 novembre 1870  | Ulysses S. Grant                    |
| 31   | Amos T. Akerman           | Amos T. Akerman            | 23 novembre 1870  | 13 décembre 1871  | Ulysses S. Grant                    |
| 32   | George H. Williams        | George H. Williams         | 14 décembre 1871  | 25 avril 1875     | Ulysses S. Grant                    |
| 33   | Edwards Pierrepont        | Edwards Pierrepont         | 26 avril 1875     | 21 mai 1876       | Ulysses S. Grant                    |
| 34   | Alphonso Taft             | Alphonso Taft              | 22 mai 1876       | 4 mars 1877       | Ulysses S. Grant                    |
| 35   | Charles Devens            | Charles Devens             | 12 mars 1877      | 4 mars 1881       | Rutherford B. Hayes                 |
| 36   | Wayne MacVeagh            | Wayne MacVeagh             | 5 mars 1881       | 15 décembre 1881  | James A. Garfield Chester A. Arthur |
| 37   | Benjamin H. Brewster      | Benjamin H. Brewster       | 19 décembre 1881  | 4 mars 1885       | Chester A. Arthur                   |
| 38   | Augustus Hill Garland     | Augustus Hill Garland      | 6 mars 1885       | 4 mars 1889       | Grover Cleveland                    |
| 39   | William H. H. Miller      | William H. H. Miller       | 5 mars 1889       | 4 mars 1893       | Benjamin Harrison                   |
| 40   | Richard Olney             | Richard Olney              | 6 mars 1893       | 8 juin 1895       | Grover Cleveland                    |
| 41   | Judson Harmon             | Judson Harmon              | 8 juin 1895       | 4 mars 1897       | Grover Cleveland                    |
| 42   | Joseph McKenna            | Joseph McKenna             | 5 mars 1897       | 25 janvier 1898   | William McKinley                    |
| 43   | John W. Griggs            | John W. Griggs             | 25 janvier 1898   | 29 mars 1901      | William McKinley                    |
| 44   | Philander C. Knox         | Philander C. Knox          | 5 avril 1901      | 30 juin 1904      | William McKinley                    |
| 44   | Philander C. Knox         | Philander C. Knox          | 5 avril 1901      | 30 juin 1904      | Theodore Roosevelt                  |
| 45   | William H. Moody          | William Henry Moody        | 1er juillet 1904  | 17 décembre 1906  |                                     |
| 46   | Charles Joseph Bonaparte  | Charles Joseph Bonaparte   | 17 décembre 1906  | 4 mars 1909       |                                     |
| 47   | George W. Wickersham      | George W. Wickersham       | 5 mars 1909       | 4 mars 1913       | William Howard Taft                 |
| 48   | James Clark McReynolds    | James Clark McReynolds     | 5 mars 1913       | 29 août 1914      | Woodrow Wilson                      |
| 49   | Thomas Watt Gregory       | Thomas Watt Gregory        | 29 août 1914      | 4 mars 1919       | Woodrow Wilson                      |
| 50   | Alexander Mitchell Palmer | Alexander Mitchell Palmer  | 5 mars 1919       | 4 mars 1921       | Woodrow Wilson                      |
| 51   | Harry M. Daugherty        | Harry M. Daugherty         | 4 mars 1921       | 6 avril 1924      | Warren G. Harding                   |
| 51   | Harry M. Daugherty        | Harry M. Daugherty         | 4 mars 1921       | 6 avril 1924      | Calvin Coolidge                     |
| 52   | Harlan Fiske Stone        | Harlan Fiske Stone         | 7 avril 1924      | 1er mars 1925     |                                     |
| 53   | John G. Sargent           | John G. Sargent            | 17 mars 1925      | 4 mars 1929       |                                     |
| 54   | William D. Mitchell       | William D. Mitchell        | 4 mars 1929       | 4 mars 1933       | Herbert Hoover                      |
| 55   | Homer Stille Cummings     | Homer Stille Cummings      | 5 mars 1933       | 1er janvier 1939  | Franklin Delano Roosevelt           |
| 56   | William Francis Murphy    | William Francis Murphy     | 2 janvier 1939    | 18 janvier 1940   | Franklin Delano Roosevelt           |
| 57   | Robert Jackson            | Robert Jackson             | 18 janvier 1940   | 25 août 1941      | Franklin Delano Roosevelt           |
| 58   | Francis Biddle            | Francis Biddle             | 5 septembre 1941  | 30 juin 1945      | Franklin Delano Roosevelt           |
| 58   | Francis Biddle            | Francis Biddle             | 5 septembre 1941  | 30 juin 1945      | Harry S. Truman                     |
| 59   | Tom Clark                 | Tom Clark                  | 1er juillet 1945  | 26 juillet 1949   |                                     |
| 60   | James Howard McGrath      | James Howard McGrath       | 24 août 1949      | 7 avril 1952      |                                     |
| 61   | James McGranery           | James McGranery            | 27 mai 1952       | 20 janvier 1953   |                                     |
| 62   | Herbert Brownell Junior   | Herbert Brownell Junior    | 21 janvier 1953   | 23 octobre 1957   | Dwight D. Eisenhower                |
| 63   | William P. Rogers         | William P. Rogers          | 8 novembre 1957   | 20 janvier 1961   | Dwight D. Eisenhower                |
| 64   | Robert F. Kennedy         | Robert Francis Kennedy     | 20 janvier 1961   | 3 septembre 1964  | John Fitzgerald Kennedy             |
| 64   | Robert F. Kennedy         | Robert Francis Kennedy     | 20 janvier 1961   | 3 septembre 1964  | Lyndon B. Johnson                   |
| 65   | Nicholas Katzenbach       | Nicholas Katzenbach        | 11 février 1965   | 2 octobre 1966    |                                     |
| 66   | Ramsey Clark              | Ramsey Clark               | 2 mars 1967       | 20 janvier 1969   |                                     |
| 67   | John N. Mitchell          | John Newton Mitchell       | 21 janvier 1969   | 15 février 1972   | Richard Nixon                       |
| 68   | Richard Kleindienst       | Richard Kleindienst        | 12 juin 1972      | 20 avril 1973     | Richard Nixon                       |
| 69   | Elliot Richardson         | Elliot Richardson          | 23 mai 1973       | 20 octobre 1973   | Richard Nixon                       |
| 70   | William Bart Saxbe        | William Bart Saxbe         | 4 janvier 1974    | 1er février 1975  | Richard Nixon                       |
| 70   | William Bart Saxbe        | William Bart Saxbe         | 4 janvier 1974    | 1er février 1975  | Gerald Ford                         |
| 71   | Edward Hirsch Levi        | Edward Hirsch Levi         | 7 février 1975    | 20 janvier 1977   |                                     |
| 72   | Griffin Bell              | Griffin Bell               | 25 janvier 1977   | 16 août 1979      | Jimmy Carter                        |
| 73   | Benjamin Civiletti        | Benjamin Civiletti         | 16 août 1979      | 19 janvier 1981   | Jimmy Carter                        |
| 74   | William French Smith      | William French Smith       | 23 janvier 1981   | 25 février 1985   | Ronald Reagan                       |
| 75   | Edwin Meese               | Edwin Meese                | 25 février 1985   | 12 août 1988      | Ronald Reagan                       |
| 76   | Dick Thornburgh           | Dick Thornburgh            | 12 août 1988      | 15 août 1991      | Ronald Reagan                       |
| 76   | Dick Thornburgh           | Dick Thornburgh            | 12 août 1988      | 15 août 1991      | George H. W. Bush                   |
| 77   | William P. Barr           | William P. Barr            | 20 novembre 1991  | 20 janvier 1993   |                                     |
| 78   | Janet Reno                | Janet Reno                 | 12 mars 1993      | 20 janvier 2001   | Bill Clinton                        |
| 79   | John Ashcroft             | John Ashcroft              | 2 février 2001    | 3 février 2005    | George W. Bush                      |
| 80   | Alberto Gonzales          | Alberto Gonzales           | 3 février 2005    | 17 septembre 2007 | George W. Bush                      |
| 81   | Michael B. Mukasey        | Michael B. Mukasey         | 8 novembre 2007   | 20 janvier 2009   | George W. Bush                      |
| 82   | Eric Holder               | Eric Holder                | 3 février 2009    | 23 avril 2015     | Barack Obama                        |
| 83   | Loretta Lynch             | Loretta Lynch              | 27 avril 2015     | 20 janvier 2017   | Barack Obama                        |
| -    | Sally Yates               | Sally Yates (intérim)      | 20 janvier 2017   | 30 janvier 2017   | Donald Trump                        |
| -    | Dana Boente               | Dana Boente (en) (intérim) | 30 janvier 2017   | 7 février 2017    | Donald Trump                        |
| 84   | Jeff Sessions             | Jeff Sessions              | 8 février 2017    | 7 novembre 2018   | Donald Trump                        |
| -    | Matthew Whitaker          | Matthew Whitaker (intérim) | 7 novembre 2018   | 14 février 2019   | Donald Trump                        |
| 85   | William Barr              | William P. Barr            | 14 février 2019   | 23 décembre 2020  | Donald Trump                        |
| -    | Jeffrey A. Rosen          | Jeffrey A. Rosen (intérim) | 24 décembre 2020  | 20 janvier 2021   | Donald Trump                        |
| -    | John Demers               | John Demers (intérim)      | 20 janvier 2021   | 20 janvier 2021   | Joe Biden                           |
| -    | Monty Wilkinson           | Monty Wilkinson (intérim)  | 20 janvier 2021   | 10 mars 2021      | Joe Biden                           |
| 86   | Merrick Garland           | Merrick Garland            | 11 mars 2021      | 20 janvier 2025   | Joe Biden                           |
| -    |                           | James McHenry (intérim)    | 20 janvier 2025   | 5 février 2025    | Donald Trump                        |
| 87   | Pam Bondi                 | Pam Bondi                  | 5 février 2025    | en cours          | Donald Trump                        |

## Dans la fiction
- Dans le film Air Force One (1997), Andrew Ward (sous les traits de Philip Baker Hall) est le procureur général des États-Unis du président James Marshall.
- Dans le film Idiocracy (2006), le personnage joué par Sara Rue est la procureur générale des États-Unis.
- Dans la série télévisée Scandal (à partir de 2012), David Rosen (sous les traits de Joshua Malina) est le procureur général des États-Unis du président Fitzgerald Grant.